# ドゥミトル・スティンガチュ
ドゥミトル・スティンガチュ（Dan Dumitru Stângaciu、1964年8月9日 - ）は、ルーマニアの元サッカー選手。元ルーマニア代表。ポジションはゴールキーパー。

## 来歴
1992年にルーマニア代表デビュー。出場機会は無かったが1998 FIFAワールドカップのメンバーにも選ばれた。ルーマニア代表で5試合に出場した。

## 代表歴

### 出場大会
- ルーマニア代表
  - 1998 FIFAワールドカップ

### 試合数
- 国際Aマッチ 5試合 0得点（1992年-1998年）[1]

| ルーマニア代表 | 国際Aマッチ | 国際Aマッチ |
| 年             | 出場        | 得点        |
| -------------- | ----------- | ----------- |
| 1992           | 1           | 0           |
| 1993           | 0           | 0           |
| 1994           | 1           | 0           |
| 1995           | 0           | 0           |
| 1996           | 0           | 0           |
| 1997           | 1           | 0           |
| 1998           | 2           | 0           |
| 通算           | 5           | 0           |